# فیلم رقص
فیلم رقص (به انگلیسی: Dance film) (که با نام رقص روی پرده نیز شناخته می‌شود) فیلمی است که در آن از رقص برای آشکار کردن چالش‌های الهام‌بخش و مضامین اصلی فیلم استفاده می‌شود، چه این مضامین به روایت یا داستان، حالات وجودی یا دغدغه‌های تجربی‌تر و رسمی‌تر مرتبط باشند. در چنین فیلم‌هایی، خلق رقص معمولاً فقط در فیلم یا ویدئو وجود دارد. در بهترین حالت، فیلم‌های رقص از تکنیک‌های فیلمبرداری و تدوین برای ایجاد پیچش در طرح داستان، لایه‌های متعدد واقعیت و عمق عاطفی یا روانی استفاده می‌کنند.
فیلم رقص همچنین به عنوان تفسیر سینمایی آثار رقص موجود شناخته می‌شود که در ابتدا برای اجرای زنده ساخته شده‌اند. وقتی آثار رقص موجود برای اهداف فیلمبرداری اصلاح می‌شوند، این می‌تواند شامل طیف گسترده‌ای از تکنیک‌های فیلم باشد. بسته به میزان تنظیمات رقص و/یا ارائه‌ای که یک اثر اصلی در معرض آن قرار می‌گیرد، نسخه فیلمبرداری شده ممکن است به عنوان رقص برای دوربین در نظر گرفته شود. با این حال، این تعاریف مورد توافق کسانی که با رقص و فیلم یا ویدئو کار می‌کنند، نیست.